# 다니트라 밴스
다니트라 밴스(Danitra Vance, 1954년 7월 13일 ~ 1994년 8월 21일)는 미국의 연극 배우, 영화배우, 텔레비전 배우이다.
시카고에서 태어났다.

## 영화
- 점핑 앳 더 본야드 (1992년) - 자넷 역
- 꼬마 천재 테이트 (1991년)
- 리미트 업 (1989년) - 나이키 역
- 장미의 전쟁 (1989년)
- 스틱키 핑거스 (1988년)
- 새터데이 나잇 라이브 (1975년)